# Dennis O'Neil (regatista)
Dennis O'Neil (11 de febrero de 1936) es un deportista australiano que compitió en vela en la clase Soling. Ganó una medalla de plata en el Campeonato Mundial de Soling de 1974.

## Palmarés internacional
| Campeonato Mundial | Campeonato Mundial     | Campeonato Mundial | Campeonato Mundial |
| Año                | Lugar                  | Medalla            | Clase              |
| ------------------ | ---------------------- | ------------------ | ------------------ |
| 1974               | Palm Beach (Australia) | Medalla de plata   | Soling             |